# Pochytoides poissoni
Espèce
Synonymes
- Pochyta poissoni Berland & Millot, 1941

Pochytoides poissoni est une espèce d'araignées aranéomorphes de la famille des Salticidae.

## Distribution
Cette espèce est endémique de Guinée.

## Description
La carapace du mâle décrit par Wesołowska en 2018 mesure 2,3 mm de long sur 1,4 mm et l'abdomen 1,5 mm de long sur 1,0 mm et la carapace des femelles mesure de 2,0 à 2,2 mm de long sur de 1,5 à 1,8 mm et l'abdomen de 2,0 à 2,6 mm de long sur de 1,4 à 1,9 mm.

## Publication originale
- Berland & Millot, 1941 : Les araignées de l'Afrique Occidentale Française I.-Les salticides. Mémoires du Muséum national d'Histoire naturelle, (N.S.), vol. 12, p. 297-423.